# إيفار برن
إيفار برن (بالنرويجية البوكمول: Ivar Bern)‏ هو لاعب شطرنج وعازف قيثارة وصحفي وموسيقي نرويجي، ولد في 20 يناير 1967.

## وصلات خارجية
- إيفار برن على موقع الاتحاد الدولي للشطرنج (الإنجليزية)
- إيفار برن على موقع مباريات الشطرنج (الإنجليزية)
- إيفار برن على موقع 365Chess.com (الإنجليزية)
- إيفار برن على موقع Chesstempo.com (الإنجليزية)
- إيفار برن على موقع اتحاد المراسلات الدولية للشطرنج (الإنجليزية)
- إيفار برن سجل أولمبياد الشطرنج على موقع OlimpBase.org (الإنجليزية)